# La Philippe Gilbert Juniors
La Philippe Gilbert Juniors, anciennement appelée Remouchamps-Ferrières-Remouchamps est une course cycliste belge qui se déroule au mois de septembre autour d'Aywaille, dans la province de Liège. Elle met aux prises uniquement des coureurs juniors (17/18 ans) et est classée 2.1J au calendrier de l'Union cycliste internationale. L'épreuve est organisée par le fan club du cycliste belge Philippe Gilbert.

## Palmarès depuis 1990
| Année                             | Vainqueur                  | Deuxième             | Troisième             |
| --------------------------------- | -------------------------- | -------------------- | --------------------- |
| Remouchamps-Ferrières-Remouchamps |                            |                      |                       |
| 1990                              | Kurt Van de Wouwer         | Andy Missotten       | Gerdy Goossens        |
| 1991-1992                         | ?                          | ?                    | ?                     |
| 1993                              | Ivan Peeters               | Ief Verbrugghe (nl)  | Davy Daniels          |
| 1994                              | ?                          | ?                    | ?                     |
| 1995                              | Sven Spoormakers           | Wesley Theunis       | Jurki Balcaen         |
| 1996                              | Vincent van der Kooij (nl) | Anthony Tricarico    | Mike Guilliams        |
| 1997                              | Bram de Waard              | Dmitriy Muravyev     | Andy Cappelle         |
| 1998                              | Kim Baetens                | Claude Pauwels       | Frédéric Gilson       |
| 1999                              | Ben Thaens                 | Kevin De Weert       | Igor Abakoumov        |
| 2000-2001                         |                            |                      |                       |
| 2002                              | Jukka Vastaranta           | Tom Stamsnijder      | Jochen Beernaert      |
| 2003                              | Jan Bakelants              | Jasper Melis         | Francis De Greef      |
| 2004                              | Roderick Muscat (de)       | Nikolas Maes         | Bram Deprez           |
| 2005                              | Kevin Crabbe               | Jérôme Baugnies      | Stijn Joseph          |
| 2006                              | Klaas Lodewyck             | Walt De Winter       | Pim Ligthart          |
| 2007                              | Fréderique Robert          | Raymond Kreder       | Julien Vermote        |
| 2008                              | Mats Boeve                 | Kevin De Jonghe      | Jurrien Bosters       |
| 2009                              | Jelle Lugten               | Sean De Bie          | Gabriel Forget        |
| 2010                              | Jasper Stuyven             | Derk Abel Beckeringh | Jens Adams            |
| 2011                              | Amaury Capiot              | Jayde Julius         | Brecht Ruyters        |
| 2012                              | Dries Van Gestel           | Mathieu van der Poel | Kevin Deltombe        |
| La Philippe Gilbert Juniors       |                            |                      |                       |
| 2013                              | Mathias Van Gompel         | Tom Galle            | Nathan Van Hooydonck  |
| 2014                              | Jordi Van Dingenen         | Martin Palm          | Stijn Bogaerts        |
| 2015                              | Alexys Brunel              | Dennis van der Horst | Bjorg Lambrecht       |
| 2016                              | Thomas Pidcock             | Alexys Brunel        | Jens van den Dool     |
| 2017                              | Remco Evenepoel            | Sébastien Grignard   | Jacques Sauvagnargues |
| 2018                              | Robbe Claeys               | Lewis Askey          | Justin Houtekier      |
| 2019                              | Emile Brouwers             | Gil Gelders          | Pepijn Reinderink     |
| 2020                              | Arnaud De Lie              | Romain Grégoire      | Jordan Labrosse       |
| 2021                              | Maxence Place              | Max Poole            | Cédric Van Raemdonck  |
| 2022                              | Noa Isidore                | Lars Vanden Heede    | Thibaud Gruel         |
| 2023                              | Jarno Widar                | Lars Vanden Heede    | Kasper Borremans      |
| 2024                              | Héctor Álvarez             | Edouard Claisse      | Kasper Borremans      |